# Tòng Giang
Tòng Giang (chữ Hán giản thể: 从江县, bính âm: Cóngjiāng Xiàn, âm Hán Việt: Tòng Giang huyện) là một huyện thuộc Châu tự trị dân tộc Miêu và dân tộc Đồng Kiềm Đông Nam, tỉnh Quý Châu, Cộng hòa Nhân dân Trung Hoa. Huyện này có diện tích 3245 km², dân số năm 2002 là 310.000 người. Mã số bưu chính của huyện Tòng Giang là 557400. Chính quyền huyện đóng ở trấn Bính Muội. Về mặt hành chính, huyện này được chia thành 7 trấn, 11 hương và 3 hương dân tộc.
- Trấn: Bính Muội, Qún Động, Tây Sơn, Hạ Giang, Đình Động, Lạc Xuân, Tể Tiện.
- Hương: Đông Lang, Đấu Lý, Cao Tăng, Gia Miễn, Khánh Vân, Vãng Động, Quang Huy, Cốc Bình, Gia Bảng, Gia Cưu, Ung Lý.
- Hương dân tộc: Choang và Dao Thúy Lý, Choang Cương Biên, Choang Tú Đường.